# 愛丁堡 (印第安納州)
愛丁堡（英語：Edinburgh）是位於美國印第安納州巴塞洛繆縣、約翰遜縣和謝爾比縣的一個城鎮。

## 地理
愛丁堡的座標為39°21′10″N 85°58′03″W / 39.3528°N 85.9675°W，而該地最高點為海拔高度205米（即673英尺）。

## 人口
根據2010年美國人口普查的數據，愛丁堡的面積為8.13平方千米，皆為陸域。當地共有人口4,480人，而人口密度為每平方千米551人。